# هپی ولی (کنتاکی)
هپی ولی (به انگلیسی: Happy Valley) یک منطقهٔ مسکونی در ایالات متحده آمریکا است که در شهرستان پری، کنتاکی واقع شده‌است. هپی ولی ۲۷۶٫۱۵ متر بالاتر از سطح دریا واقع شده‌است.